# Da Mata
Pour les articles homonymes, voir João Pedro.
João Pedro do Nascimento da Mata, ou plus simplement Da Mata, né le 13 mars 2006 à Bauru, est un footballeur brésilien qui évolue au poste de défenseur central au Grêmio.

## Biographie

### Carrière en club
Né à Bauru, dans l'État de São Paulo, Da Mata a d'abord fréquenté la Escola Craques do Futuro dans sa ville natale, avant de rejoindre en 2019 le centre de formation du Grêmio. Il s'y illustre d'abord en équipes de jeunes,, avant de commencer à s'entrainer avec l'équipe première en 2022 puis 2023.

### Carrière en sélection
Déjà international avec l'équipe du Brésil des moins de 15 ans,, Da Mata s'impose ensuite comme un des cadres des moins de 17 ans dès 2022, remportant notamment le Tournoi de Montaigu.
En mars 2023 il est sélectionné avec les moins de 17 ans pour le Championnat continental qui a lieu à la fin du mois en Équateur,. Titulaire indiscutable en défense centrale lors de la compétition, il marque en tout 3 buts, dont un lors de la victoire 3-2 contre l'Argentine lors de la dernière journée de la phase finale, qui permet au Brésil de remporter la compétition, glanant ainsi son 13e titre dans la catégorie,,,.

## Palmarès
|  | Grêmio - Campeonato Brasileiro U17 (en) - Vice-champion en 2022 |  |  | Brésil -17 ans - Championnat sud-américain - Champion en 2023 (en) |